# リチャード・コーリス
リチャード・ネルソン・コリス（1944年3月6日 - 2015年4月23日）は、アメリカの映画評論家であり、タイム誌の編集者である。主に映画に焦点を当て、時折他のテーマについても記事を執筆した。
彼はかつてフィルム・コメント誌の編集長を務め、『トーキング・ピクチャーズ』を含む数冊の著書を執筆した。これらの出版物は、監督ではなく脚本家に早期の注目を集めた。

## 私生活と経歴
コリスは1944年、ペンシルベニア州フィラデルフィアで、エリザベス・ブラウン（旧姓マクラスキー）とポール・ウィリアム・コリスの息子として生まれた。セント・ジョセフ大学（現在のセント・ジョセフ大学）で学士号を取得した後、コロンビア大学に進学し、映画研究の修士号を取得した。コリスは1969年8月31日（日曜日）に結婚した妻メアリーとともにニューヨーク市に住んでいた。メアリーはかつて近代美術館のフィルム・スティル・アーカイブのキュレーターであった。 
1990年の記事で、コリスは母親が彼の引用を含む映画広告を切り抜き、冷蔵庫のドアに貼っていたことを述べている。 
2015年4月23日、コリスは脳卒中を患った後、ニューヨーク市でホスピスケアのもと死去した。

## キャリア
コリスは多くの雑誌に寄稿した。1966年から1970年まではナショナル・レビュー、1980年にはニュー・タイムズ、マクリーンズ、ソーホー・ウィークリー・ニュースである。フィルム・コメント誌では、映画制作における脚本家の役割に注目を集めることに貢献した。コリスは、アンドリュー・サリスの「監督が作品の著者またはオートゥールである」という考えに異議を唱えた。コリスはニューヨーク大学（NYU）でサリスの学生の一人であり、サリスが亡くなるまで二人は友人であった。
コリスはジョナサン・ローゼンバウムをフィルム・コメント誌のパリ特派員として迎え入れた。保守的な雑誌ナショナル・レビューで働いていたにもかかわらず、コリスは自らを「リベラル」と表現した。1980年にタイム誌に加入し、最初はアソシエイト・エディターとしてスタートしたが、1985年までにはシニアライターに昇進した。
コリスはtime.comおよび印刷版の雑誌に寄稿し、懐かしいポップカルチャーを扱う「That Old Feeling」という連載を引退するまで続けた。タイム誌には時折記事を執筆した。1990年代にはジャネット・マスリンやデビッド・デンビーとともにチャーリー・ローズ（Charlie Rose）のトークショーにゲスト出演し、新作映画についてコメントすることが多かった。同番組への最後の出演は2005年12月で、その年の映画について語った。また、ジャッキー・チェンの生涯と作品について語るA&Eバイオグラフィーや、リチャード・シッケルのワーナーブラザースに関するドキュメンタリーにも出演した。
コリスはロジャー・イーバートやトッド・マッカーシーとともに、アメリカのジャーナリストとして最も長期間カンヌ映画祭に参加した。また、トロントやベネチアの映画祭にも参加した。ニューヨーク映画祭の理事を務めていたが、1987年に長年の責任者リチャード・ラウドが編集方針への挑戦を理由に解雇された後、辞任した。
コリスの3冊目の著書『ロリータ』は、ウラジミール・ナボコフの小説とスタンリー・キューブリックの映画を研究したものだ。その後、アン・リー監督の映画『グリーン・デスティニー』のポートレイトに序文を寄稿した。
コリスはピクサーの映画を高く評価し、『ファインディング・ニモ』をリチャード・シッケルとともに選ぶオールタイム・ベスト100映画に含めた。最近のピクサー作品『カーズ』や『レミーのおいしいレストラン』では、スタジオの内部事情にアクセスできた。ピクサーのブラッド・バード監督は批評家全般について「批判者に何の反感もない」と述べ、長年にわたり「批評家から高い評価を受けてきた」と語った。
タイム誌での執筆に加え、コリスは1970年から1990年までフィルム・コメント誌の編集者を務め、長い関わりを持った。同誌とtime.comで同時に映画を扱った。コリスはマーティン・スコセッシとともに「罪深い楽しみ」をテーマにした特集号のアイデアを最初に提案した。
コリスはリチャード・シッケルとともに100の最高映画リストを作成した。また、単独で25の最高の悪役、25のベストホラー映画、25の最も重要な人種に関する映画のリストを作成した。さらに、2001年のAFIの100最高映画リストの審査員を務めた。1993年のタイム誌の映画レビュー『クライング・ゲーム』では、各段落の最初の文字でネタバレを巧妙に示唆した。
2012年のサイト・アンド・サウンド誌の投票では、コリスは『重慶森林』、『市民ケーン』、『シネマの歴史』、『イヴの総て』、『ムシェット』、『ピャーサ』、『捜索者』、『第七の封印』、『ウォーリー』に投票した。

## 対立と批判
コリスはアクション映画の製作費の高騰を批判し、1991年の『ターミネーター2』のレビューで、「製品のコストは消費者に転嫁されていない。映画鑑賞者は、予算ゼロのドキュメンタリー『パリス・イズ・バーニング』（1990年）のチケットと、超大作の入場料を同じだけ支払う」と述べた。
コリスは、タイム誌の同僚リチャード・シッケルがその年の最悪と評価した映画を自身のトップ10リストに含めた。これには2001年の『ムーラン・ルージュ』、2003年の『コールド・マウンテン』、2004年の『エターナル・サンシャイン』が含まれる。2004年8月、スティーヴン・キングは、映画に対する批評家の寛容さが強まっていると批判し、コリスを「かつて信頼できる批評家だったが、老齢になって著しく軟弱になり、時には感傷的で頭の柔らかい批評家」と名指しした。
コリスは2009年のドキュメンタリー映画『フォー・ザ・ラブ・オブ・ムービーズ：アメリカ映画批評の物語』に出演し、1970年代にポーリン・ケイルの熱心な支持者を指す「ポーレット」という言葉を自身が作ったと告白した。この呼称は定着している。
コリスはフィルム・コメント誌の記事「オール・サムズ？：または、映画批評の未来はあるのか？」でシスケルとイーバートを批判した。これに対し、イーバートは「オール・スターズ：または、批評に治療法はあるのか？」で反論した。コリスは2007年6月23日の記事「ロジャー・イーバートに親指を立てる」でイーバートを称賛した。フィルム・コメント誌でのイーバートとの対話は、イーバートの『アウェイク・イン・ザ・ダーク：ロジャー・イーバートのベスト』に再収録された。コリスはイーバートのドキュメンタリー『ライフ・イットセルフ』にも出演し、イーバートの「博識な天才」を称賛した。

## コリスのトップテンからのナンバーワン
（カッコ内は最優秀英語映画）：
- 1969: Midnight Cowboy
- 1980: Mon Oncle d'Amerique (The Elephant Man)
- 1981: The Mystery of Oberwald (Thief)
- 1982: E.T. the Extra-Terrestrial
- 1983: Berlin Alexanderplatz (The Big Chill)
- 1986: The Fly
- 1988: The Singing Detective
- 1989: Distant Voices, Still Lives
- 1990: L'Atalante (re-release) (Internal Affairs)
- 1991: My Father's Glory and My Mother's Castle (The Simpsons: "Lisa's Substitute")
- 1992: The Simpsons: "Black Widower"
- 1993: The Age of Innocence
- 1994: Pulp Fiction
- 1995: Persuasion
- 1997: Ponette (Chasing Amy)
- 2001: Kandahar (Moulin Rouge!)
- 2002: Talk to Her (Gangs of New York)
- 2003: Lord of the Rings: The Return of the King
- 2004: Hero and House of Flying Daggers (Sideways)
- 2005: The White Diamond (The Squid and the Whale)
- 2006: Pan's Labyrinth (Borat)
- 2007: No Country for Old Men
- 2008: WALL-E
- 2009: The Princess and the Frog
- 2010: Toy Story 3
- 2011: The Artist (Hugo in second place)
- 2012: Amour (Beasts of the Southern Wild)
- 2013: Gravity
- 2014: The Grand Budapest Hotel

## 書誌
書籍
- 『トーキング・ピクチャーズ：アメリカ映画の脚本家、1927-1973』(1974)　ニューヨーク州ウッドストック：オーバールック・プレス。
- 『グレタ・ガルボ』 (1974)
- 『ロリータ』 (1995) - モノグラフ。BFIフィルム・クラシックス叢書の一冊として出された解説書。冒頭に「青白い映画」と題する九十九行の詩が置かれ、そこに注釈をほどこしていて、『青白い炎』を本歌取りした趣向を凝らしている。[4]
- 映画の中のママ：愛される象徴的なスクリーンの母親たち（そして嫌われる数人の母親） (2014)

記事
- コリス、リチャード (2015年4月20日)。「アンドロイドとのデート：アレックス・ガーランドの『エクス・マキナ』で二人の男とロボットが対決する」。ザ・カルチャー。レビュー。タイム誌。巻185、号14（南太平洋版）。p. 45。